# Želva sluníčková
Želva sluníčková (Psammobates tentorius) je druh želvy z čeledi Testudinidae, jeden ze tří druhů rodu Psammobates. Dle Červeného seznamu IUCN jde o téměř ohrožený taxon. Vyskytuje se v Jihoafrické republice a Namibii.

## Synonyma
Poddruh Psammobates tentorius tentorius:
- Testudo tentoria Bell, 1828
- Peltastes tentorius Gray, 1870
- Chersinella tentoria albanica Hewitt, 1933
- Chersinella tentoria duerdeni Hewitt, 1933
- Chersinella tentoria karuella Hewitt, 1933
- Chersinella tentoria karuica Hewitt, 1933
- Chersinella tentoria lativittata Hewitt, 1933
- Chersinella tentoria piscatella Hewitt, 1933
- Chersinella tentoria subsulcata Hewitt, 1933
- Chersinella tentoria tentorioides Hewitt, 1933
- Psammobates tentoria albanica Hewitt, 1937
- Psammobates tentoria duerdeni Hewitt, 1937
- Psammobates tentoria piscatella Hewitt, 1937
- Psammobates [tentoria] tentoria Hewitt, 1937
- Psammobates tentoria tentorioides Hewitt, 1937
- Psammobates tentoria karruica FitzSimons, 1946 (ex errore)
- Psammobates tentorius tentorius Loveridge & Williams, 1957
- Testudo tentoria tentoria Wermuth & Mertens, 1961

Poddruh Psammobates tentorius trimeni:
- Testudo trimeni Boulenger, 1886
- Chersinella tentoria hexensis Hewitt, 1933
- Chersinella trimeni Hewitt, 1933
- Psammobates trimeni Hewitt, 1937
- Psammobates tentorius trimeni Loveridge & Williams, 1957
- Testudo tentoria trimeni Wermuth & Mertens, 1961
- Psammobates tentoria trimeni Obst, 1985

Poddruh Psammobates tentorius verroxii:
- Testudo verroxii Smith, 1839
- Peltastes verreauxii Gray, 1870
- Peltastes verroxii Gray, 1870
- Testudo verreauxii Rochebrune, 1884
- Testudo fiski Boulenger, 1886
- Testudo smithi Boulenger, 1886
- Testudo fiskii Boulenger, 1889 (ex errore)
- Testudo smithii Boulenger, 1889 (ex errore)
- Testudo seimundi Boulenger, 1903
- Testudo boettgeri Siebenrock, 1904
- Homopus bergeri Lindholm, 1906
- Testudo bergeri Siebenrock, 1909
- Testudo oscarboettgeri Lindholm, 1929
- Chersinella fiski colesbergensis Hewitt, 1934
- Chersinella fiski cronwrighti Hewitt, 1934
- Chersinella [fiski] fiski Hewitt, 1934
- Chersinella fiski grica Hewitt, 1934
- Chersinella fiski gricoides Hewitt, 1934
- Chersinella fiski orangensis Hewitt, 1934
- Chersinella fiski seimundi Hewitt, 1934
- Chersinella schonlandi Hewitt, 1934
- Chersinella verroxii amasensis Hewitt, 1934
- Chersinella verroxii bergeri Hewitt, 1934
- Chersinella verroxii boettgeri Hewitt, 1934
- Chersinella verroxii smithi Hewitt, 1934
- Chersinella [verroxii] verroxii Hewitt, 1934
- Testudo verroxi Mertens, Müller & Rust, 1934 (ex errore)
- Chersinella boettgeri FitzSimons, 1935
- Chersinella fiskii FitzSimons, 1935
- Psammobates fiski colesbergensis Hewitt, 1937
- Psammobates fiski cronwrighti Hewitt, 1937
- Psammobates depressa FitzSimons, 1938
- Psammobates fiskii FitzSimons, 1938
- Psammobates fiskii fiskii FitzSimons, 1946
- Testudo smithi bergeri Mertens & Wermuth, 1955
- Testudo smithi smithi Mertens & Wermuth, 1955
- Testudo verroxii bergeri Mertens, 1955
- Testudo verroxii smithi Mertens, 1955
- Psammobates tentorius verroxii Loveridge & Williams, 1957
- Chersinella schoenlandi Villiers, 1958 (ex errore)
- Psammobates verrauxi Villiers, 1958 (ex errore)
- Testudo tentoria verroxii Wermuth & Mertens, 1961
- Psammobates tentorius verroxi Pritchard, 1979
- Psammobates tentoria verroxi Obst, 1985
- Testudo tentorius verroxii Branch, 1989
- Psammobates tentorius veroxi Highfield, 1996 (ex errore)

## Popis
Má tmavě hnědý až černý krunýř. Samci jsou menší než samice.

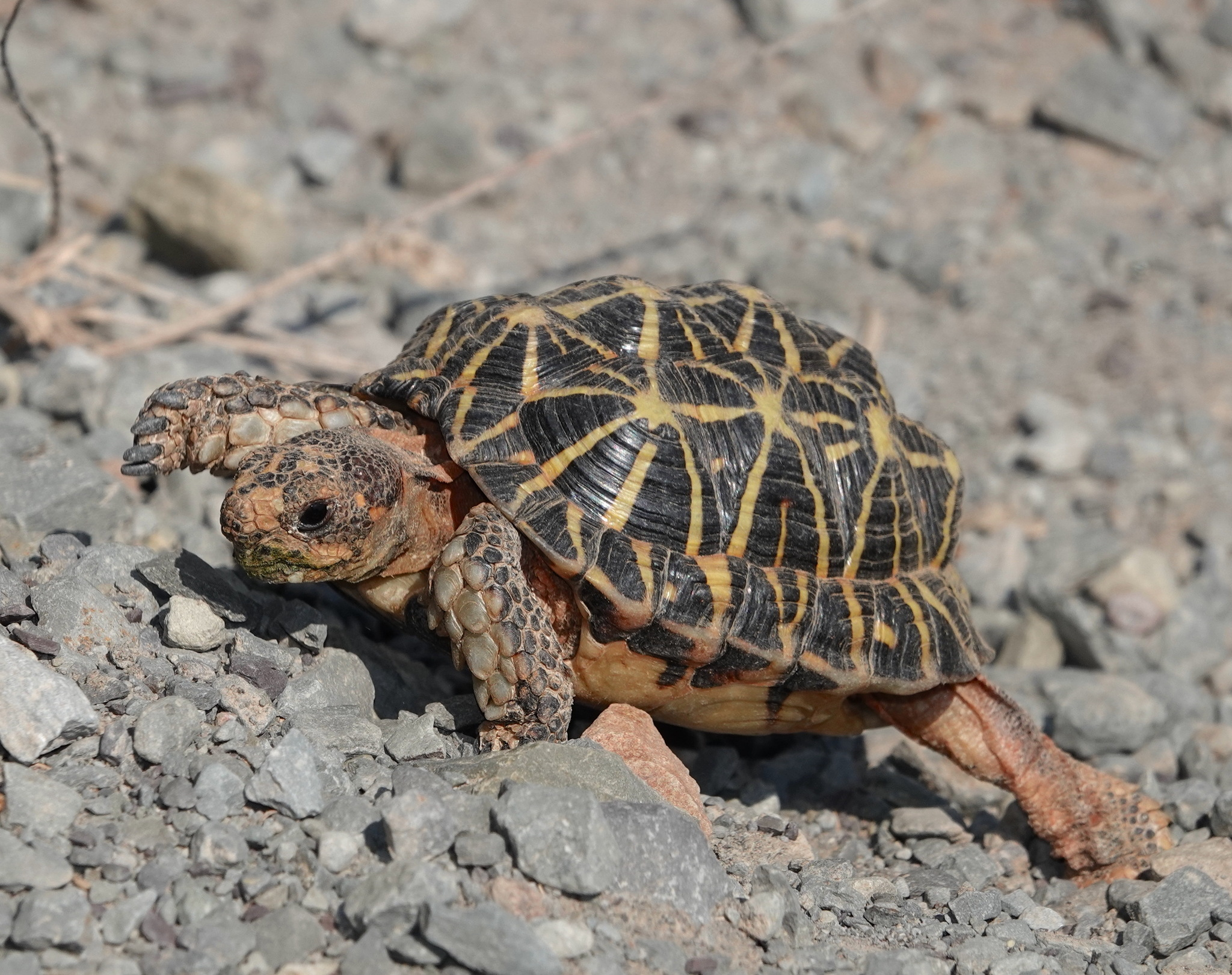

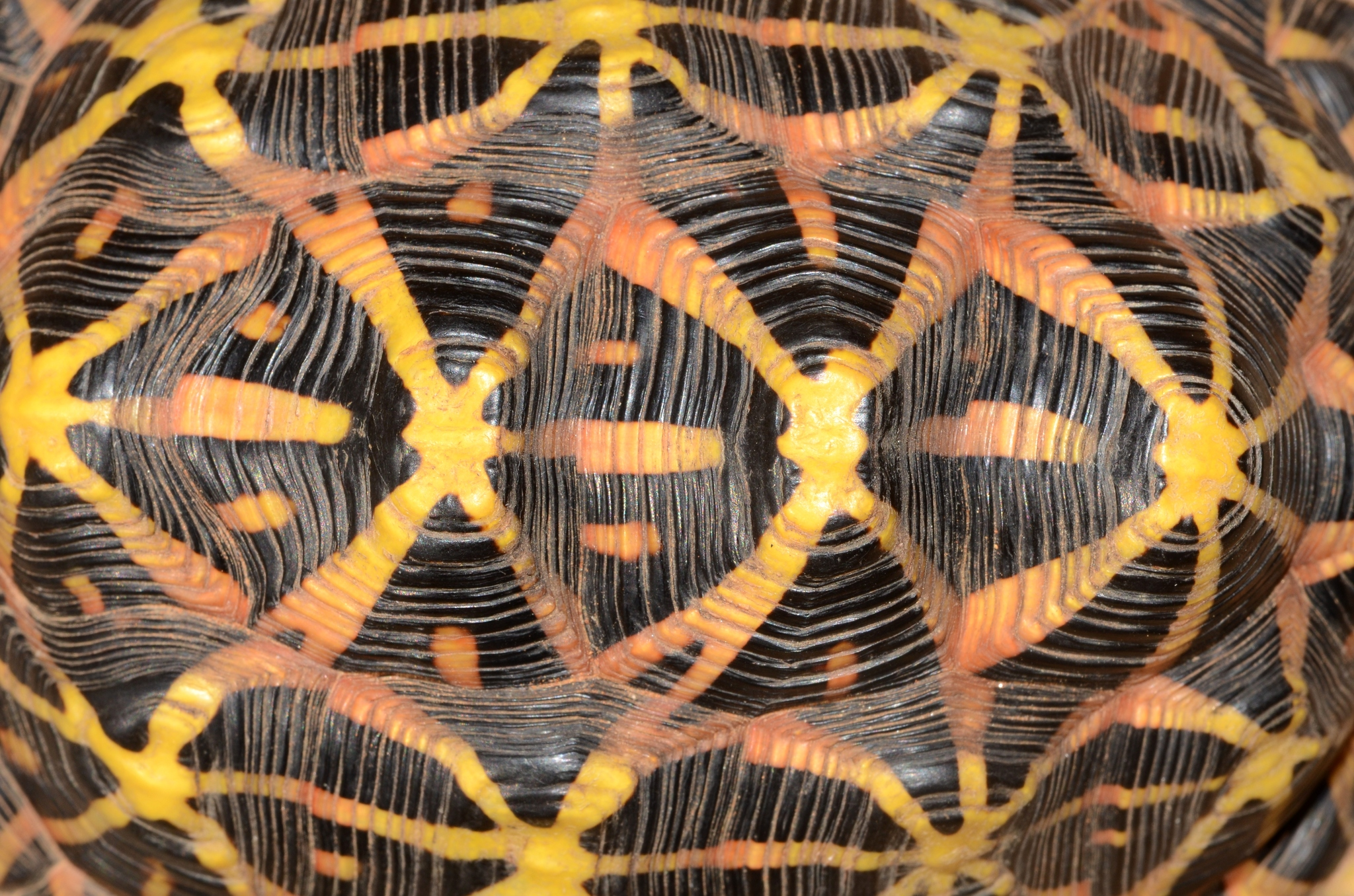
Detail krunýře

## Poddruhy
Psammobates tentorius tentorius
Vyskytuje se v Jihoafrické republice. Poddruh popsal Bell v roce 1828.
Psammobates tentorius trimeni
Vyskytuje se v Jihoafrické republice a Namibii. Ze všech poddruhů je nejmenší. Poddruh popsal Boulenger v roce 1886.
Psammobates tentorius verroxii
Vyskytuje se v Jihoafrické republice a Namibii. Poddruh popsal Smith v roce 1839.